# Верин-Хотанан
Верин-Хотанан (арм. Վերին Խոտանան) — село на юге Армении, в области Сюник.

## Климат
Климат дождливый, количество годовых осадков составляет 805 мм.